# ウィリアム・カニンガム (第13代グレンカーン伯爵)
第13代グレンカーン伯爵ウィリアム・カニンガム（英語: William Cunningham, 13th Earl of Glencairn、1700年代生 – 1775年9月9日没）は、スコットランド貴族。1734年までキルモース卿の儀礼称号を使用した。

## 生涯
第12代グレンカーン伯爵ウィリアム・カニンガムとヘンリエッタ・ステュアート（Henrietta Stewart、1763年10月21日没、第3代ギャロウェイ伯爵アレクサンダー・ステュアートの娘）の次男（長男ジョンは夭折）として生まれた。1734年3月14日に父が死去すると、グレンカーン伯爵の爵位を継承した。
1729年にイギリス陸軍に入隊、1741年に少佐に、1747年に中佐に、1770年に少将に昇進した。
1744年8月6日、エリザベス・マグワイア（Elizabeth Macguire、1724年頃 – 1801年6月25日、ヒュー・マグワイアの娘）と結婚、4男2女をもうけた。
- ウィリアム（1748年5月29日 – 1768年2月3日）
- ジェームズ（1749年 – 1791年） - 第14代グレンカーン伯爵、子供なし
- ジョン（1750年 – 1796年） - 第15代グレンカーン伯爵、子供なし
- ヘンリエッタ（1752年9月23日 – 1801年3月12日） - 1778年、第5代準男爵サー・アレクサンダー・ドン（英語版）と結婚、子供あり
- アレクサンダー（1754年6月28日 – ?） - 早世
- エリザベス（1804年8月6日没）

1775年9月9日に死去、次男ジェームズが爵位を継承した。